# 白衣な彼女
『白衣な彼女』（はくいなかのじょ）はたかの宗美の4コマ漫画作品。ぶんか社『みこすり半劇場』で隔号連載されていたが、後に同社『愉快で笑える本当の話』・『たかの宗美スペシャル』（後に休刊）および『主任がゆく！スペシャル』に移籍して同誌VOL.47（『みこすり半劇場』2012年2月21日増刊号、2012年1月20日発売）まで連載。
本作品は「ぶんか総合病院内科病棟」を舞台に、巨乳の看護師華山桜子が引き起こす騒動をコミカルに描いた医療ギャグ作品である。

## 主な登場人物
華山桜子（かやま さくらこ）
看護師。年齢は不明だが、20代後半 - 30代前半であると思われる。（20歳の頃に大学を退学して看護学校に入学し、1巻の時点で勤続6年目）。
身長163cm、スリーサイズ98（Kカップ、のちにJカップにダウン）・61・95。
巨乳であるがゆえの様々な悩み（後述）を抱えながら、毎日元気に（元気すぎて困るほどに）働いている。
ナースとしては優秀で、特に採血と剃毛、認知症患者への応対は、同僚や医師からも一目置かれる腕前。怒りを表情に出さない。
ただし、点滴台をキックボード代わりにして院内を走り回る、白衣のあちこちに軽食を隠す、廊下でバク転をしてしまう、といった問題行動がある。
地味に霊感が強い。
自動車免許を取得しているが、車には乗っていない模様。家族構成は大学教授の父、元高校教師の母、桜子の姉で元ヤンキー出身、現在は消防士の椿子（つばきこ）、大学浪人の弟がいる。
元カレの平田という男は、彼女がメスで眉を剃っていた姿が今でも忘れられず、彼女を「まゆ」と呼んでいる。
本名「桜子（さくらこ）」は、久しぶりに言うと、本人や実の母親ですら上手く言えずに噛んでしまうことがある。　
畑中（はたなか）
看護師。華山の看護学校時代からの同期。まっすぐ看護師を目指したため、華山より2歳年下。声だけでグラスを割ることができる、という特技の持ち主。
小道くん（こみち）
病棟唯一の男性看護師。肥満体で、胸囲と胸のカップは華山と同程度だという。2巻途中に着任した新人で、彼の修行風景も本作品の見どころ。
主任
内科病棟の主任看護師。3巻の時点で勤続10年目であり華山の先輩にあたる。硬い髪やたくましい腕など、男性的に見えるが、華山をケーキで元気づけたり、自室をレースで飾り付けていたりと、意外に女性的な人物らしい。仮眠中は、華山の歯ぎしりに殺意を覚えたこともある。
野原（のはら）
看護師。華山らの同僚。1巻から登場しているが、本編中で名前が出たのは4巻から。
内科の男性医師（名称不明）
若く神経質そうな内科医。勤続8年目。眼鏡がないと何もできないほど、視力が悪い。
ナースを横柄に使うタイプで、仮眠を取ると、報復とばかりに華山に乱暴な手段で起こされることが多い。
"婦長"
連載開始時から3巻途中まで内科病棟の看護師長を務めた女性。
厳しいが思いやりのある性格で、華山ら、内科の看護師の成長ぶりに安堵しながら病院を去った。
王子師長（おうじ）
定年退職した"婦長"に代わり、内科病棟の師長になった女性。フルネームは王子静。規律を重んじるも権高な性格のため、ナースのおやつの内容まで規制しようとする。

## 本作品の特徴

### 華山の巨乳とその問題点
多くの漫画において、大きな胸は女性のセクシーさを表す記号のようなものだが、本作は過度にその魅力を強調するより、苦労や問題点の方を浮き彫りにしている点に特徴がある。主人公・華山桜子のバストは非常に大きい。そのため、日常生活や看護師としての業務に差し支えがあるような問題が、その胸に付随している。
- 既製品の白衣を着ることができず、立体裁断の特注品を着用する。太ってサイズが変わると、予備がないらしい。そのためか、転職に備えて乳房の脂肪吸引手術を受けようかと悩んだこともある。
- 健康診断で胸部レントゲンを撮影しても、乳房に阻まれて、内臓をきちんと撮影することができない。
- 胸が動くと、体が振り回されて仕事に差し支えるため、勤務中は特殊なブラジャーでガチガチに固定しているが、鉄球を胸にくくりつけたような状態になってしまうため、それが誤って周囲のもの（特に人体や精密機器）に衝突すると危険である。
- 全身骨折の男性患者が華山の姿だけで性的に興奮させられてしまい、「訴えてやる」と騒ぎ立てたため、内科への異動を命じられた。
- 若い男性患者の血圧を測らせてもらえない（華山の姿を見るだけで、正常値が出なくなるため）。
- バストの谷間が汗ばみ、こすれることによる皮膚疾患。（華山はこれを乳ずれ、と呼んでいる）。汗取りと緩衝材を兼ねたパッドが必要。
- 胸から伝わる振動だけで、軽い脳震盪が起こることもある（ちちくらみ、と呼んでいる）。

ただし、セクシーさを患者のためにうまく利用している場合もある。

### 放屁・排便
華山は（胸以外の点でも）スタイルの良い美女として描かれるが、その見た目とは裏腹に、大小便をこらえる場面や豪快に放屁する場面が頻繁に描かれる。これは、同じたかの宗美の作品『主任がゆく!』の主人公にも当てはまる描写である。

## 書誌情報
- たかの宗美『白衣な彼女』 ぶんか社〈ぶんか社コミックス〉、全6巻
  1. （2003年10月1日発行）、ISBN 4-8211-8045-6
  2. （2004年12月1日発行）、ISBN 4-8211-8115-0
  3. （2006年6月10日発行）、ISBN 4-8211-8244-0
  4. （2008年7月10日発行）、ISBN 978-4-8211-8626-6
  5. （2010年7月6日発行）、ISBN 978-4-8211-7017-3
  6. （2012年5月1日発行）、ISBN 978-4-8211-7289-4